# Gnathia maxillaris
Gnathia maxillaris is een pissebed uit de familie Gnathiidae. De wetenschappelijke naam van de soort is voor het eerst geldig gepubliceerd in 1804 door Montagu.